# Alberto Ruiz-Gallardón
Alberto Ruiz-Gallardón Jiménez (Madrid, 11 de diciembre de 1958) es un abogado, fiscal en excedencia y político español, miembro del Partido Popular. Fue ministro de Justicia del Gobierno de España entre el 22 de diciembre de 2011 y el 23 de septiembre de 2014. Anteriormente, fue presidente de la Comunidad de Madrid entre 1995 y 2003 y alcalde de Madrid entre 2003 y 2011.

## Biografía

### Infancia y formación
Es hijo de Ana María Jiménez Aladrén y del abogado José María Ruiz Gallardón, y sobrino-biznieto del compositor Isaac Albéniz. Cursó Bachillerato en el Colegio de Nuestra Señora del Recuerdo (de la Compañía de Jesús). Militante de Alianza Popular desde los dieciocho años (se afilió en 1977), se licenció en Derecho por la Universidad CEU San Pablo (centro adscrito a la Universidad Complutense en aquel momento, ahora Universidad propia). Fue el abogado de Rodolfo Almirón a comienzos la década de 1980. Obtuvo el segundo puesto en las oposiciones al Ministerio Público en 1982 (XXVIII Promoción de fiscales) y tomó posesión como fiscal en la Audiencia Provincial de Málaga, solicitando enseguida la excedencia.

### Inicios en la política
En 1983 fue elegido concejal del Ayuntamiento de Madrid. Durante su trayectoria en la oposición municipal, se destacó por su ataque a la revista Madriz a propósito de las referencias políticas y el lenguaje del mundo de la droga presentes en una historieta de Ceesepe. Visiblemente enfadado, diría de ella que se trataba de una «porquería repugnante, pornográfica, blasfema, en el sentido jurisdiccional de la palabra, contraria a la moral y a la familia».
En 1986 pasó a formar parte de la ejecutiva de Alianza Popular en su séptimo congreso. En las elecciones generales de 1986 es candidato al Senado por la circunscripción de Palencia, sin lograr escaño. En septiembre de ese mismo año, tras la dimisión del secretario general de AP, Ruiz-Gallardón ocupa el puesto de forma interina hasta la celebración del octavo congreso. En junio de 1987 fue elegido diputado de la Asamblea de Madrid. Un mes más tarde Antonio Hernández-Mancha es elegido Presidente de AP y nombra a Ruiz-Gallardón vicepresidente y portavoz del partido. También fue nombrado portavoz del Grupo Parlamentario Popular en el Senado, cargo que ocupó hasta que fue nombrado presidente de la Comunidad de Madrid.
En 1989 encabezó una moción de censura contra el presidente de la Comunidad Joaquín Leguina. El debate de la moción fue inusualmente virulento, y la moción no prosperó tras la abstención de un anterior diputado popular, Nicolás Piñeiro Cuesta, que había abandonado AP un año antes. Piñeiro fue acusado de transfuguismo hasta la publicación de las memorias de Joaquín Leguina. En abril de 1990 recibió el encargo de elaborar un informe interno acerca del Caso Naseiro. Se especuló sobre la posibilidad de que en su informe recomendara la expulsión de varios afiliados, entre ellos Eduardo Zaplana, entonces presidente de la agrupación de Alicante. Finalmente no fue así, y Ruiz-Gallardón no recomendó ninguna expulsión en su informe.

### Presidente de la Comunidad de Madrid
Fue investido como presidente de la Comunidad de Madrid en 1995, tras ganar su partido las elecciones con mayoría absoluta con un 50,98% de los votos de los ciudadanos. En las elecciones de 1999 revalidó el cargo, nuevamente con mayoría absoluta de su partido con un 51,07% de los votos. Su política al frente de la Comunidad se caracterizó por el diálogo con los sindicatos y patronal, que fructificó en forma de medidas como la implantación de las 35 horas en la administración regional. Además gestionó los traspasos de competencias desde la Administración central en materia de Sanidad y Educación.

### Alcalde de Madrid

#### Primer mandato: 2003-2007

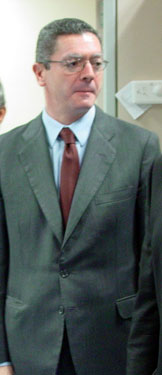
Alberto Ruiz-Gallardón en 2006.

En 2003, volvió a cambiar de escenario político a petición de José María Aznar presentándose a las elecciones a la alcaldía de Madrid con la esposa de Aznar Ana Botella como número dos y convirtiéndose en alcalde al obtener la mayoría absoluta. Ruiz-Gallardón ganó las elecciones frente a la candidata socialista, su tía tercera Trinidad Jiménez, y a la candidata de Izquierda Unida Inés Sabanés.
En 2004, fue el único miembro del Partido Popular que intervino públicamente en el Congreso haciendo autocrítica de algunos de los fallos cometidos por su partido en el gobierno de la nación, sin mencionarlos expresamente. «Algún error debemos haber cometido», dijo entonces. Posteriormente, intentó sin éxito lanzar la candidatura del vicealcalde de Madrid Manuel Cobo a la Presidencia del Partido Popular de Madrid frente a Esperanza Aguirre. Manuel Cobo ha sido un estrecho colaborador suyo desde los años en que era presidente de la Comunidad de Madrid.
Al frente de la alcaldía emprendió el proyecto Madrid Calle 30 consistente en la remodelación de la autopista M-30, que circunvala la ciudad; incluyendo su soterramiento en el tramo en el que su trazado coincide con el cauce del río Manzanares. La obra, de 22 meses de duración, tiene como objetivos reducir la accidentalidad de la autopista gracias al nuevo trazado (entre el 31 y el 52 %, según el Ayuntamiento)[cita requerida] así como recuperar para zona verde los márgenes del río Manzanares, con un proyecto que recoge zonas ajardinadas, parques, carriles bici, tranvía..., habiendo sido premiado internacionalmente. Sin embargo, debido a irregularidades en el proyecto, el Tribunal Superior de Justicia de Madrid (TSJM) refrendó una sentencia emitida en el año 2008 (tras una denuncia interpuesta por Ecologistas en Acción) que concluye que el proyecto se hizo vulnerando diferentes normativas y leyes de protección de la salud, el medio ambiente y el patrimonio histórico y cultural, declarando nulos los acuerdos del Ayuntamiento, siendo sentencia firme y no recurrible, que incluye la connivencia culposa de la Comunidad de Madrid. El proyecto, además, evidenció fallos al inundarse en muchos tramos al caer las primeras lluvias fuertes.
Ha sido de gran repercusión asimismo el endeudamiento de la ciudad para la financiación del proyecto de la M-30. Es el municipio de España más endeudado en términos absolutos y relativos. Para la realización de una obra de tales dimensiones se han tenido que arrancar miles de árboles, de los que 4031 han sido trasplantados al parque forestal de Moratalaz, aunque muchos se secaron en el traslado. Otra polémica en la que se vio envuelto Ruiz-Gallardón fue la instalación de parquímetros en Madrid. La medida no ha sido bien acogida en otras zonas de la ciudad. En Carabanchel hubo de dar marcha atrás debido a que los vecinos destruyeron la mayor parte de los parquímetros. Los detractores del alcalde sostienen que la gran carga económica que ha supuesto el proyecto de la M-30, con un presupuesto de 3 900 000 000 €, se ha tenido que compensar con los ingresos que proporciona una instalación de parquímetros que consideran indiscriminada.

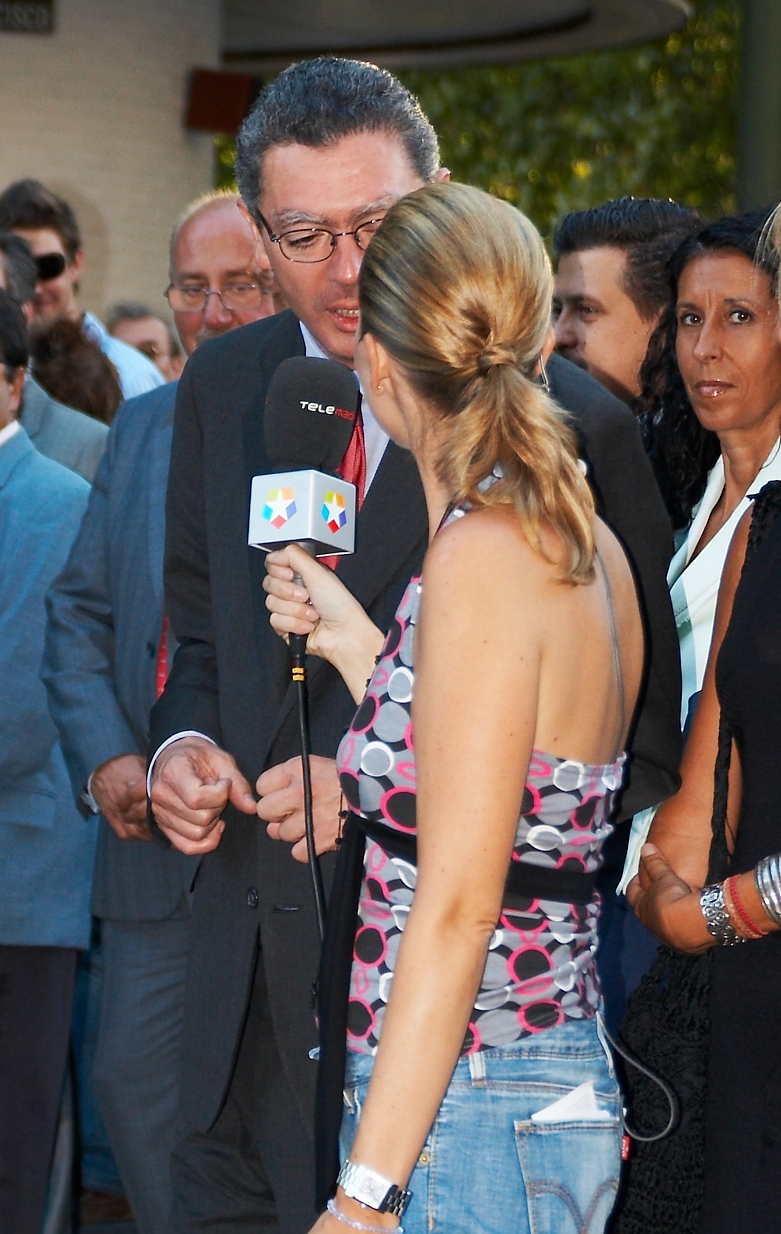
Alberto Ruiz-Gallardón entrevistado por Telemadrid durante las Fiestas de la Paloma de 2007.

Tras ser reelegido en el cargo para una segunda legislatura al frente de la alcaldía de Madrid en las elecciones de 2007, sus planes para la ciudad pasan por proyectos como la culminación de las obras en superficie correspondientes a la parte soterrada de la M-30; el impulso a la candidatura olímpica de la capital española para organizar los Juegos Olímpicos de 2016 que se saldó con un sonoro fracaso, tras cuantiosos gastos, pues finalmente lo obtuvo Río de Janeiro en Brasil (la candidatura para 2012, lanzada por José María Álvarez del Manzano, perdió frente a Londres); o el desarrollo de la Ley de Capitalidad, ya aprobada, para aumentar las competencias y capacidad recaudatoria del Ayuntamiento. Otras medidas ya adoptadas han sido el desvío de la Policía Municipal del control del tráfico, mediante la creación de un nuevo cuerpo de agentes destinados a este fin (agentes de movilidad); la peatonalización de algunas calles del centro histórico de Madrid; y las mejoras en el servicio de limpieza.
Según algunas encuestas, como la del diario ABC realizadas en 2006, Alberto Ruiz-Gallardón es uno de los políticos mejor valorados de toda España, pese a las duras críticas recibidas desde miembros de su partido por su carácter "progresista". En cualquier caso, sus resultados electorales no son superiores a los que obtuvo en su primera legislatura su antecesor, José María Álvarez del Manzano.

#### Segundo mandato: 2007-2011
En las elecciones municipales de 2007, Ruiz-Gallardón revalidaría su mayoría absoluta como alcalde de Madrid frente al candidato del PSOE, Miguel Sebastián y el representante de Izquierda Unida Ángel Pérez.
Tras expresar su deseo de concurrir como número 2 del PP por Madrid a las Elecciones Generales del 9 de marzo de 2008, con la oposición de Esperanza Aguirre, finalmente no fue elegido por Mariano Rajoy. Gallardón mostró su desencanto afirmando que podría dejar la política.

#### Tercer mandato: alcalde y diputado
En las elecciones municipales de 2011 Gallardón mantuvo la alcaldía de Madrid, al asegurar una vez más la mayoría absoluta con el 50 % de los votos, aunque su partido perdió tres concejales, quedándose en 31 sobre 57. Su contrincante en esta ocasión fue Jaime Lissavetzky, del PSOE, hasta entonces Secretario de Estado para el Deporte en el gobierno de José Luis Rodríguez Zapatero. La formación socialista también perdió tres actas, pasando de 18 concejales a 15, mientras que IU logró uno más que en 2007, situándose en seis. En consecuencia, gran parte del desgaste electoral que sufrió Ruiz-Gallardón fue recogido por la formación UPyD, que entró en el Ayuntamiento con cinco concejales. 
Alberto Ruiz-Gallardón fue elegido diputado del Congreso por Madrid en las elecciones del 20 de noviembre de 2011. Gallardón fue en la lista de su partido en la posición número 4 de los 19 diputados que obtuvo el PP en esta circunscripción. El entonces alcalde de Madrid mostró un especial interés en figurar en ese lugar, el mismo que ocupó su padre, José María Ruiz Gallardón, en las elecciones de 1977.

### Ministro de Justicia

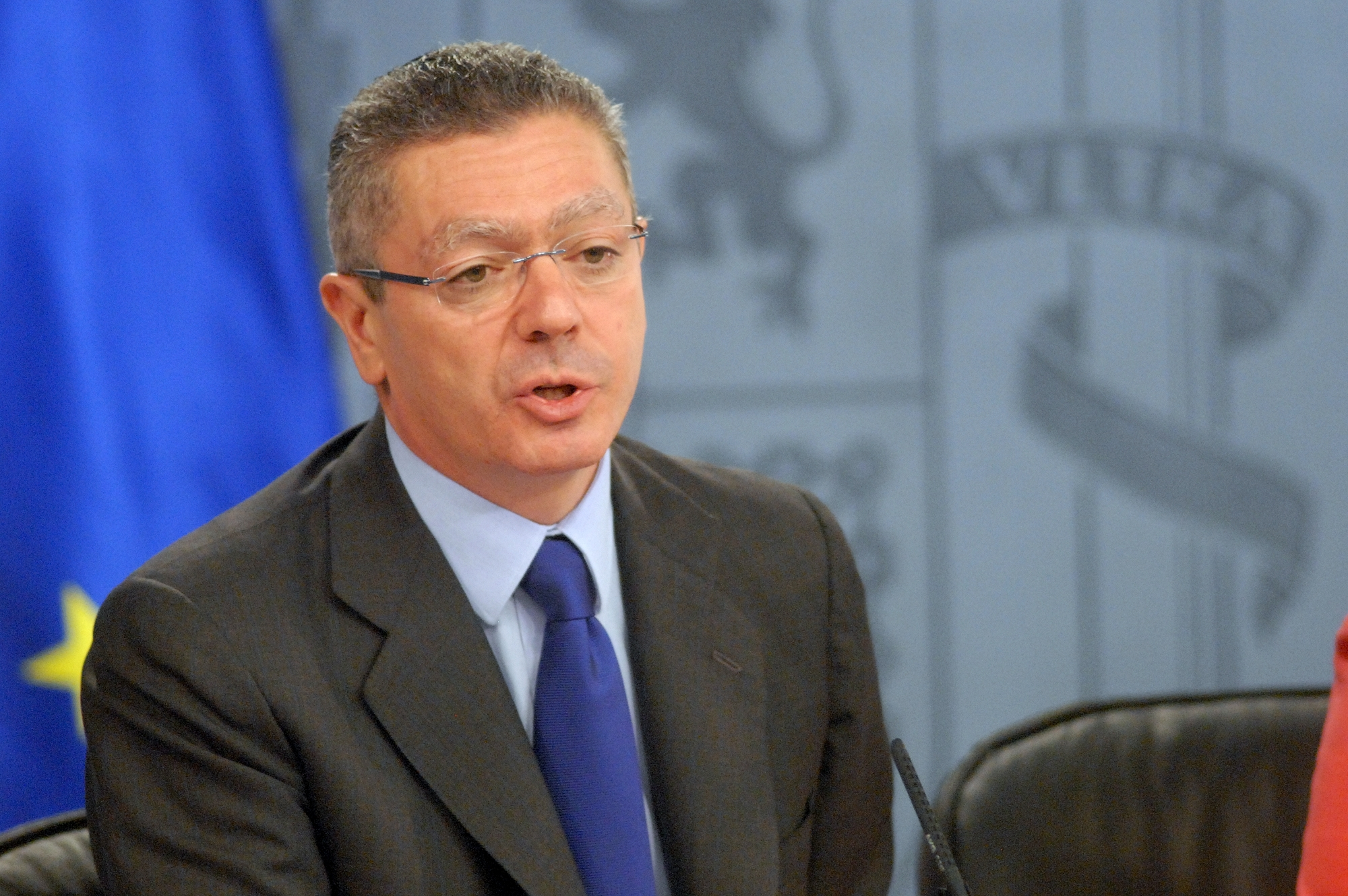
Ruiz-Gallardón como Ministro de Justicia durante una rueda de prensa (septiembre de 2012)

El 21 de diciembre de 2011, Ruiz-Gallardón fue designado Ministro de Justicia por Mariano Rajoy, tras el triunfo popular en las elecciones generales del 20 de noviembre. El día de su nombramiento dejó la alcaldía de Madrid, haciéndose cargo de sus funciones interinamente el vicealcalde Manuel Cobo. El 27 de diciembre el pleno del ayuntamiento eligió con los 31 votos a favor del Partido Popular a Ana Botella como su sucesora.
En su primera comparecencia parlamentaria como ministro de Justicia, anunció su intención de reformar la Ley del Aborto aprobada por el Gobierno socialista de Rodríguez Zapatero, que era una ley de plazos como la existente en la mayoría de los países europeos pero que fue muy contestada por la Iglesia católica y por el propio Partido Popular (especialmente en el tema de las menores entre 16 y 18 años que podían abortar aunque no tuvieran el consentimiento de sus padres), para volver al modelo de la ley de 1985, en la que las mujeres tenían que alegar motivos para justificar su decisión.
También anunció su propósito de cambiar la forma de elección de los 12 vocales magistrados del Consejo General del Poder Judicial, volviendo al antiguo sistema de elección directa por parte de los jueces, que se abandonó en 1985 (con una ligera modificación aprobada en 2001 durante el anterior gobierno del Partido Popular presidido por José María Aznar gracias al consenso alcanzado con el PSOE y que establecía la elección por las Cortes a partir de una lista de 36 candidatos presentadas por las asociaciones de jueces), debido a que los 12 vocales eran copados por una única asociación de jueces, la mayoritaria y conservadora Asociación Profesional de la Magistratura.
En cuanto a la Ley del matrimonio homosexual aprobada por el anterior gobierno socialista y que fue muy contestada por la Iglesia católica y por el propio Partido Popular que se unió a las manifestaciones convocadas en «defensa de la familia», Ruiz Gallardón afirmó que el gobierno esperaría a que el Tribunal Constitucional se pronunciase sobre el recurso presentado por el Partido Popular nada más aprobarse la ley por las Cortes.
El día 30 de marzo el gobierno anuncia la aprobación de un anteproyecto de ley por el que se suben las tasas judiciales entre 50 y 750 euros, elaborado por el Ministerio de Justicia. Su finalidad, según el gobierno, es paliar la saturación de los juzgados y a su vez sufragar la justicia gratuita y también se pretende evitar que lleguen a los juzgados conflictos que pueden solucionarse a través de otras vías. Pero, según la oposición, esta subida limita el acceso de muchos ciudadanos con ingresos medios o bajos a la administración de justicia. Las mayores subidas se dan en el ámbito de la «segunda instancia» para, según el gobierno, reducir las actuaciones que solo persiguen dilatar en el tiempo el procedimiento, con lo que se aliviará también la carga de trabajo de los órganos judiciales. Así las apelaciones en civil y contencioso-administrativo suben 500 euros y las casaciones en esos mismos órdenes pasan de 600 a 1,200 euros. En el caso de la jurisdicción social, los casos de súplica y casación, que hasta ahora eran gratuitos, tendrán ahora unas tasas de 500 y 750 euros, respectivamente.
En cuanto a la denuncia presentada el 7 de mayo de 2012 por José Manuel Benítez vocal del Consejo General del Poder Judicial contra su presidente Carlos Dívar por presunta malversación de fondos (habría gastado cerca de 6000 euros en viajes y hoteles, hecho que Dívar no negó pero alegó el carácter oficial de los mismos, realizados a Puerto Banús), que finalmente fue desestimada, Ruiz Gallardón el 31 de mayo apoyó a Carlos Dívar y se opuso a la petición de comparecencia ante el Congreso de los Diputados presentada por Izquierda Unida (España) (a la que a última hora también se había sumado el PSOE), explicando que el presidente del CGPJ no tiene por qué acudir al Parlamento porque «no es competencia» de este «el control político del órgano de gobierno de la magistratura» sino que las responsabilidades de los miembros del Poder judicial «corresponde ser exigida en el seno del propio Consejo».
Dentro de las decisiones más polémicas en su carrera política como ministro están los indultos. El 14 de junio de 2014 Alberto Ruiz Gallardón indultó a un guardia civil que grabó una agresión sexual y se mofó, uniéndose así a una lista de indultos polémicos como el conductor que atropelló a dos peatones adrede o el kamikaze que conducía en una autovía en sentido contrario y ocasionó la muerte de una persona, indulto este último anulado por el Tribunal Supremo.

### Salida de la primera línea de la política
El 23 de septiembre de 2014, en una rueda de prensa convocada en el ministerio de Justicia después del anuncio por parte de Mariano Rajoy de la retirada de la nueva propuesta de ley del aborto apadrinada por Gallardón, este presentó su dimisión como ministro de Justicia. Le sucedió Rafael Catalá Polo.
El 27 de septiembre de 2014 fue nombrado consejero permanente en el Consejo Consultivo de la Comunidad de Madrid.
En marzo de 2017 refundó Ruiz Gallardón Abogados, despacho que puso en marcha su padre José María Ruiz Gallardón en 1955.

## Familia y parentescos
Alberto Ruiz-Gallardón está casado con María del Mar Utrera Gómez (hija del falangista José Utrera Molina, ministro-secretario general del Movimiento durante la dictadura franquista) y tiene cuatro hijos: Alberto, casado en Santiago de Compostela el 22 de septiembre de 2012 con María Teresa Touriñán, hija de José Manuel Touriñán López, José, Ignacio y Rodrigo. 
Es nieto paterno del periodista Víctor Ruiz Albéniz, conocido como Chispero, y por tanto sobrino bisnieto de Isaac Albéniz, a quien encarnó en la película de José Luis Garci Holmes & Watson. Madrid Days. También es primo tercero de Cécilia Attias, exmujer de Nicolas Sarkozy. Igualmente, es sobrino bisnieto del diplomático y embajador José Rojas Moreno, quien fuera nombrado póstumamente Justo entre las Naciones. Sobrino del notario Rafael Ruiz Gallardón.
Ruiz-Gallardón es sobrino tercero de Trinidad Jiménez, ministra de Asuntos Exteriores durante el gobierno de José Luis Rodríguez Zapatero. Pese a ser familiares, ambos militan en partidos políticos rivales: Gallardón en el Partido Popular, y Jiménez en el PSOE.
También es sobrino nieto segundo del futbolista y diplomático Alfonso Albéniz; y del jurista Carlos Jiménez Villarejo, que fue fiscal contra la Corrupción y la Criminalidad Organizada de España entre 1995 y 2003, y diputado del Parlamento Europeo con el partido Podemos en 2014.

## Distinciones y condecoraciones
Condecoraciones
- Gran Cruz de la Orden El Sol del Perú (2004)[44]
- Medalla de Oro de la Comunidad de Madrid (2004)[45]
- Gran Cruz del Mérito Naval, con distintivo blanco (2005)[46]
- Gran Cruz de la Orden de San Raimundo de Peñafort (2014)[47]
- Gran Cruz de la Real Orden de Carlos III (2021)[48]

Doctor honoris causa
- Doctor honoris causa por la Universidad de Haifa (2012)[49]

## Familia
Parentescos de Alberto Ruiz Gallardón
|  |  |  |  |                           |                           |                           |                           |                                |                                |                                |                                |                                |                                |                           |                           |                                   |                                   |                                   |                                   |                                   |                                   |                            |                            |                            |                            |                            |                            |  |  |               |               |                    |                    |                    |                    |                    |                    |  |  |                        |                        |                        |                        |                        |                        |
|  |  |  |  |                           |                           |                           |                           |                                |                                |                                |                                |                                |                                |                           |                           |                                   |                                   |                                   |                                   |                                   |                                   |                            |                            |                            |                            |                            |                            |  |  |               |               |                    |                    |                    |                    |                    |                    |  |  |                        |                        |                        |                        |                        |                        |
|  |  |  |  |                           |                           |                           |                           |                                |                                |                                |                                |                                |                                | Víctor Ruiz Rojo          | Víctor Ruiz Rojo          | Víctor Ruiz Rojo                  | Víctor Ruiz Rojo                  | Víctor Ruiz Rojo                  | Víctor Ruiz Rojo                  |                                   |                                   | Clementina Albéniz Pascual | Clementina Albéniz Pascual | Clementina Albéniz Pascual | Clementina Albéniz Pascual | Clementina Albéniz Pascual | Clementina Albéniz Pascual |  |  | Isaac Albéniz | Isaac Albéniz | Isaac Albéniz      | Isaac Albéniz      | Isaac Albéniz      | Isaac Albéniz      |                    |                    |  |  |                        |                        |                        |                        |                        |                        |
|  |  |  |  |                           |                           |                           |                           |                                |                                |                                |                                |                                |                                | Víctor Ruiz Rojo          | Víctor Ruiz Rojo          | Víctor Ruiz Rojo                  | Víctor Ruiz Rojo                  | Víctor Ruiz Rojo                  | Víctor Ruiz Rojo                  |                                   |                                   | Clementina Albéniz Pascual | Clementina Albéniz Pascual | Clementina Albéniz Pascual | Clementina Albéniz Pascual | Clementina Albéniz Pascual | Clementina Albéniz Pascual |  |  | Isaac Albéniz | Isaac Albéniz | Isaac Albéniz      | Isaac Albéniz      | Isaac Albéniz      | Isaac Albéniz      |                    |                    |  |  |                        |                        |                        |                        |                        |                        |
|  |  |  |  |                           |                           |                           |                           |                                |                                |                                |                                |                                |                                |                           |                           |                                   |                                   |                                   |                                   |                                   |                                   |                            |                            |                            |                            |                            |                            |  |  |               |               |                    |                    |                    |                    |                    |                    |  |  |                        |                        |                        |                        |                        |                        |
|  |  |  |  |                           |                           | Julia Gallardón Gutiérrez | Julia Gallardón Gutiérrez | Julia Gallardón Gutiérrez      | Julia Gallardón Gutiérrez      | Julia Gallardón Gutiérrez      | Julia Gallardón Gutiérrez      |                                |                                |                           |                           |                                   |                                   | Víctor Ruiz Albéniz               | Víctor Ruiz Albéniz               | Víctor Ruiz Albéniz               | Víctor Ruiz Albéniz               | Víctor Ruiz Albéniz        | Víctor Ruiz Albéniz        |                            |                            |                            |                            |  |  |               |               |                    |                    |                    |                    |                    |                    |  |  |                        |                        |                        |                        |                        |                        |
|  |  |  |  |                           |                           | Julia Gallardón Gutiérrez | Julia Gallardón Gutiérrez | Julia Gallardón Gutiérrez      | Julia Gallardón Gutiérrez      | Julia Gallardón Gutiérrez      | Julia Gallardón Gutiérrez      |                                |                                |                           |                           |                                   |                                   | Víctor Ruiz Albéniz               | Víctor Ruiz Albéniz               | Víctor Ruiz Albéniz               | Víctor Ruiz Albéniz               | Víctor Ruiz Albéniz        | Víctor Ruiz Albéniz        |                            |                            |                            |                            |  |  |               |               |                    |                    |                    |                    |                    |                    |  |  |                        |                        |                        |                        |                        |                        |
|  |  |  |  |                           |                           |                           |                           |                                |                                |                                |                                |                                |                                |                           |                           |                                   |                                   |                                   |                                   |                                   |                                   |                            |                            |                            |                            |                            |                            |  |  |               |               |                    |                    |                    |                    |                    |                    |  |  |                        |                        |                        |                        |                        |                        |
|  |  |  |  |                           |                           |                           |                           |                                |                                |                                |                                |                                |                                |                           |                           |                                   |                                   |                                   |                                   |                                   |                                   |                            |                            |                            |                            |                            |                            |  |  |               |               |                    |                    |                    |                    |                    |                    |  |  |                        |                        |                        |                        |                        |                        |
|  |  |  |  | Ana María Jiménez Aladrén | Ana María Jiménez Aladrén | Ana María Jiménez Aladrén | Ana María Jiménez Aladrén | Ana María Jiménez Aladrén      | Ana María Jiménez Aladrén      |                                |                                | José María Ruiz Gallardón      | José María Ruiz Gallardón      | José María Ruiz Gallardón | José María Ruiz Gallardón | José María Ruiz Gallardón         | José María Ruiz Gallardón         |                                   |                                   | Rafael Ruiz Gallardón             | Rafael Ruiz Gallardón             | Rafael Ruiz Gallardón      | Rafael Ruiz Gallardón      | Rafael Ruiz Gallardón      | Rafael Ruiz Gallardón      |                            |                            |  |  |               |               | José Utrera Molina | José Utrera Molina | José Utrera Molina | José Utrera Molina | José Utrera Molina | José Utrera Molina |  |  | Margarita Gómez Blanco | Margarita Gómez Blanco | Margarita Gómez Blanco | Margarita Gómez Blanco | Margarita Gómez Blanco | Margarita Gómez Blanco |
|  |  |  |  | Ana María Jiménez Aladrén | Ana María Jiménez Aladrén | Ana María Jiménez Aladrén | Ana María Jiménez Aladrén | Ana María Jiménez Aladrén      | Ana María Jiménez Aladrén      |                                |                                | José María Ruiz Gallardón      | José María Ruiz Gallardón      | José María Ruiz Gallardón | José María Ruiz Gallardón | José María Ruiz Gallardón         | José María Ruiz Gallardón         |                                   |                                   | Rafael Ruiz Gallardón             | Rafael Ruiz Gallardón             | Rafael Ruiz Gallardón      | Rafael Ruiz Gallardón      | Rafael Ruiz Gallardón      | Rafael Ruiz Gallardón      |                            |                            |  |  |               |               | José Utrera Molina | José Utrera Molina | José Utrera Molina | José Utrera Molina | José Utrera Molina | José Utrera Molina |  |  | Margarita Gómez Blanco | Margarita Gómez Blanco | Margarita Gómez Blanco | Margarita Gómez Blanco | Margarita Gómez Blanco | Margarita Gómez Blanco |
|  |  |  |  |                           |                           |                           |                           |                                |                                |                                |                                |                                |                                |                           |                           |                                   |                                   |                                   |                                   |                                   |                                   |                            |                            |                            |                            |                            |                            |  |  |               |               |                    |                    |                    |                    |                    |                    |  |  |                        |                        |                        |                        |                        |                        |
|  |  |  |  |                           |                           |                           |                           |                                |                                |                                |                                |                                |                                |                           |                           |                                   |                                   |                                   |                                   |                                   |                                   |                            |                            |                            |                            |                            |                            |  |  |               |               |                    |                    |                    |                    |                    |                    |  |  |                        |                        |                        |                        |                        |                        |
|  |  |  |  |                           |                           |                           |                           | Alberto Ruiz-Gallardón Jiménez | Alberto Ruiz-Gallardón Jiménez | Alberto Ruiz-Gallardón Jiménez | Alberto Ruiz-Gallardón Jiménez | Alberto Ruiz-Gallardón Jiménez | Alberto Ruiz-Gallardón Jiménez |                           |                           | María del Mar Utrera-Molina Gómez | María del Mar Utrera-Molina Gómez | María del Mar Utrera-Molina Gómez | María del Mar Utrera-Molina Gómez | María del Mar Utrera-Molina Gómez | María del Mar Utrera-Molina Gómez |                            |                            |                            |                            |                            |                            |  |  |               |               |                    |                    |                    |                    |                    |                    |  |  |                        |                        |                        |                        |                        |                        |
|  |  |  |  |                           |                           |                           |                           | Alberto Ruiz-Gallardón Jiménez | Alberto Ruiz-Gallardón Jiménez | Alberto Ruiz-Gallardón Jiménez | Alberto Ruiz-Gallardón Jiménez | Alberto Ruiz-Gallardón Jiménez | Alberto Ruiz-Gallardón Jiménez |                           |                           | María del Mar Utrera-Molina Gómez | María del Mar Utrera-Molina Gómez | María del Mar Utrera-Molina Gómez | María del Mar Utrera-Molina Gómez | María del Mar Utrera-Molina Gómez | María del Mar Utrera-Molina Gómez |                            |                            |                            |                            |                            |                            |  |  |               |               |                    |                    |                    |                    |                    |                    |  |  |                        |                        |                        |                        |                        |                        |